# فيرنون وونغ
فيرنون وونغ (بالصينية: 黄华麟) (19 نوفمبر 1989 بهونغ كونغ في الصين - ) هو لاعب كرة قدم صيني في مركز الدفاع. شارك مع منتخب ماكاو لكرة القدم. أما مع النوادي، فقد لعب مع Windsor Arch Ka I ‏ وG.D. Lam Pak ‏ وSporting Clube de Macau ‏.

## وصلات خارجية
- فيرنون وونغ على موقع الاتحاد الدولي (مؤرشف)  (الإنجليزية)
- فيرنون وونغ على موقع قاعدة بيانات كرة القدم.إي يو (الإنجليزية)
- فيرنون وونغ على موقع ناشيونال فوتبول تيمز (الإنجليزية)